# Саватейка
Саватейка (Саватеевка) — небольшая река в Старорусском районе Новгородская области. Принадлежит бассейну Балтийского моря. Берёт начало в ненаселённой местности в небольшом лесном болоте. В деревне Пустошь впадает в озеро Ильмень. Длина реки составляет 19 км.
На берегах Саватейки расположено четыре населённых пункта (от истока к устью): Речка, Веряжа, Ручьи, Пустошь. За 2 км от устья пересекается с автодорогой Р—51 Шимск—Старая Русса.

## Данные водного реестра
По данным государственного водного реестра России относится к Балтийскому бассейновому округу, водохозяйственный участок реки — Бассейн оз. Ильмень без рр. Мста, Ловать, Пола и Шелонь, речной подбассейн реки — Волхов. Относится к речному бассейну реки Нева (включая бассейны рек Онежского и Ладожского озера).
Код объекта в государственном водном реестре — 01040200512102000024303.